# Como (Carolina del Nord)
Como è un comune (town) degli Stati Uniti d'America della contea di Hertford nello Stato della Carolina del Nord. La popolazione era di 91 persone al censimento del 2010.

## Geografia fisica
Como è situata a 36°30′00″N 77°00′53″W (36.499873, -77.014601).
Secondo lo United States Census Bureau, ha un'area totale di 3,4 miglia quadrate (8,7 km²).

## Storia
La comunità deve il suo nome al lago di Como in Italia.

## Società

### Evoluzione demografica
Secondo il censimento del 2000, c'erano 78 persone.

### Etnie e minoranze straniere
Secondo il censimento del 2000, la composizione etnica della città era formata dall'83,33% di bianchi e il 16,67% di afroamericani.